# ウェレンザス県
ウェレンザス県 （スペイン語: Provincia Wele-Nzas）はアフリカの国家赤道ギニアの県のひとつ。リオ・ムニ東南部に位置する。北をキエンテム県、西を中南部県、ジブロホ市と州境を接し、東南をガボンと国境を接する。面積5,478km2、人口192,017人（2015年調査、ジブロホ分離前）。県都はモンゴモで、初代大統領フランシスコ・マシアス・ンゲマと第2代大統領テオドロ・オビアン・ンゲマの出身地として知られる。
1990年頃、リオ・ムニ州に代わる行政区画として設置される。2015年8月3日、県西部の一部がジブロホ市として分離した。